# منطقة العمق السحيق

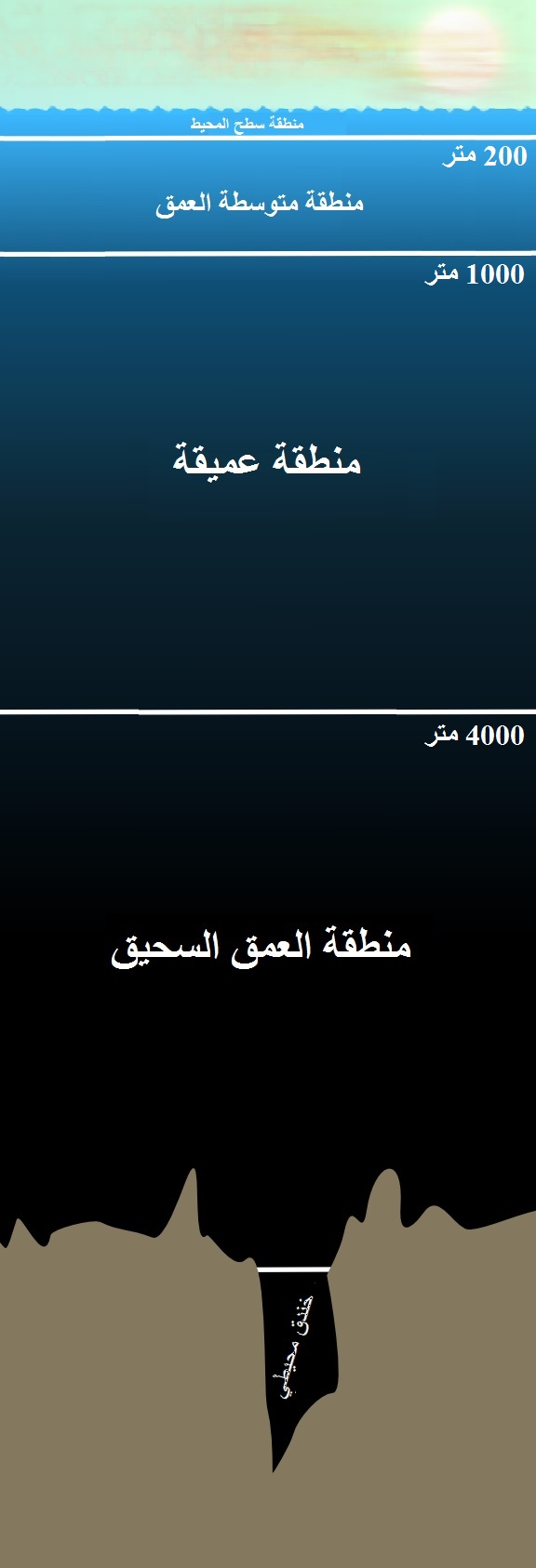
منطقة العمق السحيق في الوسط

مناطق الأعماق السحيقة أو المنطقة الغورية أو الغور المحيطي أو بيئة سحيقة أو عميقة (بالإنجليزية: Abyssal Zone)‏ هي طبقة مائية في قاع البحر تقل فيها حركة المياه و يرتفع الضغط المائي فيها و تصل إلى قعر المحيط و بالتالي تكون مظلمة و باردة جدا و تعيش في هذه الطبقة كائنات محللة من بكتيريا و أسماك تقتات على النباتات و الحيوانات الميتة و الفضلات التي تترسب من الأعلى.
تمتد طبقة السهول السحيقة من عمق 4 آلاف متر تحت السطح، حتى القاع، الذي قد يفوق عمقه، في بعض الأخاديد البحرية، 11 ألف متر تحت سطح البحر. وخصائص هذه الطبقة: المائية والحيوية، تكاد تكون الخصائص نفسها، التي تتميز بها  الطبقة التي تعلوها. فهي طبقة مظلمة تماماً، إلا أن مياهها أبرد قليلاً، ومحتواها من الأكسجين أعلى؛ لانخفاض درجات الحرارة. وتعيش فيها جماعات من الأحياء البحرية شديدة التخصص، حول ينابيع القاع الحرارية (بالإنجليزية: Hydrothermal vents)‏؛ إضافة إلى مخلوقات دقيقة ذاتية التغذية (بالإنجليزية: autotrophic)‏، في المياه الساخنة، حول مداخن القاع (بالإنجليزية: Black Smokers)‏. ويمكن أن تضم إليها بيئة الأخاديد القاعية العميقة (بالإنجليزية: Hadal zone)‏. متوسط حرارة المياه، لا يتجاوز 3.5 درجات مئوية؛ ومناطقها مظلمة، لا يصلها ضوء الشمس؛ الأحياء البحرية، في هذه الأعماق، متشابهة، في كلِّ المحيطات. وتتغذى بالمواد العضوية، المتساقطة عليها من الطبقات العليا.
ويلاحظ أن الأحياء المائية، بما فيها تلك المتحركة، تتدانى في جماعات؛ ما يعزوه بعض الباحثين إلى أن التيارات المائية تجعلها تصطف في مجموعات طولية، بالطريقة نفسها، التي تدفع بها تيارات المد الرواسب الشاطئية، مكونة ما يعرف بكثبان المد (بالإنجليزية: Tide rips)‏. وقد يكون بعض التجمعات مرتبطة بتركُّز المغذيات، فحيثما تركَّزت النباتات، تتركَّز الحيوانات التي تتغذى به.